# 西宇和郡

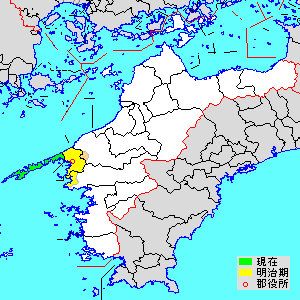
愛媛県西宇和郡の範囲（緑：伊方町 薄黄：後に他郡に編入された区域）

現在の西宇和郡 ■:市 / ■:町

西宇和郡（にしうわぐん）は、愛媛県の郡。
人口7,157人、面積93.83km²、人口密度76.3人/km²。（2025年3月1日、推計人口）
以下の1町を含む。
- 伊方町（いかたちょう）

## 郡域
1878年（明治11年）に行政区画として発足した当時の郡域は、上記1町のほか、下記の区域にあたる。
- 八幡浜市の全域
- 大洲市の一部（平野町平地・平野町野田）
- 西予市の一部（三瓶町各町）

## 歴史

### 郡発足までの沿革
- 「旧高旧領取調帳」に記載されている明治初年時点での伊予国宇和郡のうち後の本郡域の支配は以下の通り。（1町21村25浦）

| 知行 | 知行         | 村数          | 村名 |
| ---- | ------------ | ------------- | --- |
| 藩領 | 伊予宇和島藩 | 1町 21村 12浦 | 津布理村、下泊村、蔵貫村、穴井浦、真網代浦、合田浦、舌間浦、矢野町、八幡浜浦、大平村、高野地村、郷村、平地村、野田村、川之内村、八代村、国木村、中津川村、五反田村、布喜川村、若山村、釜倉村、須川村、日土村、喜木村、宮内村、川之石浦、伊方浦、九町浦、二見浦、三机浦、三崎浦、磯崎浦、和泉村 |
| 藩領 | 伊予吉田藩   | 13浦          | 皆江浦、蔵貫浦、有太刀浦、有網代浦、安土浦、朝立浦、垣生浦、二及浦、周木浦、上泊浦、川名津浦、喜木津浦、広早浦 |

- 明治初年 - 八幡浜浦の一部が分立して松柏村となる。（1町22村25浦）
- 明治4年
  - 7月14日（1871年8月29日） - 廃藩置県により宇和島県、吉田県の管轄となる。
  - 11月15日（1871年12月26日） - 第1次府県統合により、全域が宇和島県の管轄となる。
- 明治5年6月23日（1872年7月28日） - 神山県の管轄となる。
- 明治6年（1873年）2月20日 - 愛媛県の管轄となる。

### 郡発足以降の沿革
- 明治11年（1878年）
  - 12月16日 - 郡区町村編制法の愛媛県での施行により、八幡浜浦ほか1町22村26浦の区域に西宇和郡が発足。郡役所が八幡浜浦に設置。
  - このころ穴井浦の一部が分立して大島浦となる。（1町22村26浦）

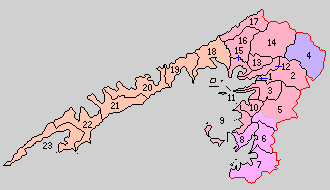
1.八幡浜町 2.千丈村 3.神山村 4.平野村 5.双岩村 6.三瓶村 7.三島村 8.二木生村 9.真穴村 10.川上村 11.舌田村 12.矢野崎村 13.喜須来村 14.日土村 15.川之石村 16.宮内村 17.磯津村 18.伊方村 19.町見村 20.三机村 21.四ツ浜村 22.神松名村 23.三崎村（赤：八幡浜市 紫：大洲市 桃：西予市 橙：伊方町）

- 明治22年（1889年）12月15日 - 町村制の施行により、下記の町村が発足[1]。特記以外は現・八幡浜市。（1町22村）
  - 八幡浜町 ← 八幡浜浦［栗野浦・向灘浦を除く］
  - 千丈村 ← 松柏村、郷村、川之内村
  - 神山村 ← 矢野町、八代村、五反田村、国木村、八幡浜浦［栗野浦］
  - 平野村 ← 野田村、平地村（現・大洲市）
  - 双岩村 ← 中津川村、若山村、釜倉村（現・八幡浜市）、布喜川村、和泉村（現・西予市）
  - 三瓶村 ← 朝立浦、津布理村、安土浦、有網代浦（現・西予市）
  - 三島村 ← 有太刀浦、蔵貫浦、蔵貫村、皆江浦、下泊浦（現・西予市）
  - 二木生村 ← 垣生浦、二及浦、周木浦（現・西予市）
  - 真穴村 ← 真網代浦、穴井浦、大島浦
  - 川上村 ← 川名津浦、上泊浦
  - 舌田村 ← 合田浦、舌間浦
  - 矢野崎村 ← 大平村、高野地村、八幡浜浦［向灘浦］
  - 喜須来村 ← 須川村、喜木村
  - 日土村（単独村制）
  - 川之石村 （川之石浦が単独村制）
  - 宮内村（単独村制）
  - 磯津村 ← 磯崎浦、喜木津浦、広早浦
  - 伊方村（伊方浦が単独村制。現・伊方町）
  - 町見村 ← 九町浦、二見浦（現・伊方町）
  - 三机村 ← 足成浦[2]、塩成浦[2]、三机浦、大江浦[2]、志津浦[2]、小島浦[2]（現・伊方町）
  - 四ツ浜村 ← 川之浜村[2]、大久浦[3]、田部浦[3]、神崎浦[2]（現・伊方町）
  - 神松名村 ← 釜木浦[2]、平磯浦[3]、二名津浦[3]、名取浦[3]、明神浦[3]、松浦[3]（現・伊方町）
  - 三崎村 ← 与侈浦[3]、串浦[3]、正野浦[3]、三崎浦、高浦[3]、佐田浦[3]、大佐田浦[3]、井野浦[3]（現・伊方町）
- 明治30年（1897年）4月1日 - 郡制を施行。郡役所が再び単独となる。
- 明治32年（1899年）1月1日 - 平野村の所属郡が喜多郡に変更。（1町21村）
- 大正3年（1914年）8月1日 - 川之石村が町制施行して川之石町となる。（2町20村）
- 大正10年（1921年）9月3日 - 三瓶村が町制施行して三瓶町となる。（3町19村）
- 大正12年（1923年）4月1日 - 郡会が廃止。郡役所は存続。
- 大正15年（1926年）7月1日 - 郡役所が廃止。以降は地域区分名称となる。
- 昭和3年（1928年）7月1日 - 神山村が町制施行して神山町となる。（4町18村）
- 昭和5年（1930年）1月1日 - 八幡浜町・矢野崎村が合併し、改めて八幡浜町が発足。（4町17村）
- 昭和10年（1935年）2月11日 - 八幡浜町・神山町・千丈村・舌田村が合併して八幡浜市が発足し、郡より離脱。（2町15村）
- 昭和30年（1955年）
  - 1月1日 - 三瓶町・三島村・二木生村および双岩村の一部（和泉・布喜川）が合併し、改めて三瓶町が発足。（2町13村）
  - 2月1日 - 双岩村・真穴村・川上村・日土村が八幡浜市に編入。（2町9村）
  - 3月31日（4町2村）
    - 喜須来村・川之石町・宮内村・磯津村が合併して保内町が発足。
    - 神松名村・三崎村が合併して三崎町が発足。
    - 伊方村・町見村が合併して伊方町が発足。
- 昭和31年（1956年）6月1日 - 三机村・四ツ浜村が合併して瀬戸町が発足。（5町）
- 平成16年（2004年）4月1日 - 三瓶町が東宇和郡明浜町・宇和町・野村町・城川町と合併して西予市が発足し、郡より離脱。（4町）
- 平成17年（2005年）
  - 3月28日 - 保内町が八幡浜市と合併し、改めて八幡浜市が発足、郡より離脱。（3町）
  - 4月1日 - 伊方町・瀬戸町・三崎町が合併し、改めて伊方町が発足。（1町）